# Eish merahrah
Eish merahrah o Aish merahrah (Árabe egipcio: عيش مرحرح, [ʕeːʃ meˈɾɑħɾɑħ]) es un pan plano, hecho con semillas de fenogreco molidas y maíz, que se come en Egipto. Es parte de la dieta tradicional del campo egipcio, preparada localmente en casas de aldea en el Alto Egipto.

## Preparación
Eish Merahrah es un pan plano egipcio hecho con 5-10% de semillas de fenogreco molidas y maíz.  Eish Merahrah es similar al markouk, un pan libanés. Los panes son planos y anchos, y generalmente tienen un diámetro de unos 50 cm. El pan está hecho de harina de maíz que se ha convertido en una masa blanda que se fermenta durante la noche con un iniciador de masa fermentada, en forma de panes redondos que luego se dejan subir o "a prueba" durante 30 minutos antes de ser aplanados en discos redondos que luego son aplastados. horneado. Se pueden guardar durante días en un recipiente hermético. La adición de semillas de alholva aumenta el contenido de proteínas, la longitud de almacenamiento y la digestibilidad del pan.
Para su preparación se usa harina blanca o marrón, agua tibia para el amasando, leche en polvo, sal de maíz, levadura instantánea, azúcar, aceite vegetal para amasar fácilmente.
Similar a la pita, pero hecho con harina integral, este pan plano egipcio se hornea tradicionalmente en hornos muy calientes en los bulliciosos mercados de El Cairo. Los cocineros caseros pueden lograr resultados similares con una piedra para hornear y un horno alto.